# Chicago Bulls 1969-1970
La stagione 1969-70 dei Chicago Bulls fu la 4ª nella NBA per la franchigia.
I Chicago Bulls arrivarono terzi nella Western Division con un record di 39-43. Nei play-off persero la semifinale di division con gli Atlanta Hawks (4-1).

## Roster
| N° | Naz.                   | Ruolo | Sportivo       | Anno | Alt. | Peso |
| -- | ---------------------- | ----- | -------------- | ---- | ---- | ---- |
| 4  | Stati Uniti (bandiera) | GA    | Jerry Sloan    | 1942 | 196  | 88   |
| 6  | Stati Uniti (bandiera) | AC    | Bob Kauffman   | 1946 | 203  | 109  |
| 8  | Stati Uniti (bandiera) | G     | Bob Weiss      | 1942 | 188  | 82   |
| 9  | Stati Uniti (bandiera) | A     | Johnny Baum    | 1946 | 196  | 91   |
| 10 | Stati Uniti (bandiera) | A     | Bob Love       | 1942 | 203  | 98   |
| 11 | Stati Uniti (bandiera) | AC    | Clem Haskins   | 1943 | 191  | 88   |
| 15 | Stati Uniti (bandiera) | G     | Loy Petersen   | 1945 | 196  | 93   |
| 16 | Stati Uniti (bandiera) | A     | Ed Manning     | 1944 | 201  | 95   |
| 16 | Stati Uniti (bandiera) | A     | Al Tucker      | 1943 | 203  | 86   |
| 18 | Stati Uniti (bandiera) | C     | Tom Boerwinkle | 1945 | 213  | 120  |
| 19 | Stati Uniti (bandiera) | GA    | Shaler Halimon | 1945 | 196  | 90   |
| 20 | Stati Uniti (bandiera) | C     | Walt Wesley    | 1945 | 211  | 100  |
| 25 | Stati Uniti (bandiera) | GA    | Chet Walker    | 1940 | 198  | 96   |

## Staff tecnico
- Allenatore: Dick Motta
- Preparatore atletico: Jerry McCann